# Alexandre Pierre Freslon
Alexandre Pierre Freslon, né à La Flèche le 11 mai 1808 et mort à Paris 2e le 26 janvier 1867, est un avocat, journaliste et homme politique français.

## Biographie
Il est le fils d’Urbain-Louis Freslon, boulanger, natif de Fougeré (Maine-et-Loire)  et de Louise Mollière, native de La Flèche. Il est l'époux de Marie-Constance Dupuy. Il acheva ses études de droit à la Faculté de Paris, et se fit inscrire au barreau d'Angers, en 1829.
Après la révolution de Juillet, il entra dans la magistrature, comme substitut du procureur du roi ; il démissionne en 1832, et reprit la profession d'avocat. 

### Journaliste
À Angers, il devient en 1830 rédacteur, avec Grégoire Bordillon (futur préfet), du Journal de Maine-et-Loire, ancien journal sous la préfecture et de l’évêché[Quoi ?] acheté cette année par un groupe de bourgeois libéraux. En 1840 il fonde, avec Bordillon et d'autres, le journal Précurseur de L’Ouest, premier quotidien républicain de Maine-et-Loire, qui existera jusqu'à 1851.

### Magistrat et ministre
Ancien procureur du roi, tour à tour avocat et magistrat, il devient, en 1848, représentant du Maine-et-Loire à l'Assemblée constituante de la Seconde République. Il est Ministre secrétaire d'état au département de l'instruction publique et des cultes du 13 octobre au 1er décembre 1848 (Gouvernement du général Cavaignac).
De 1849 à 1851, il remplit les fonctions d’avocat général à la Cour de cassation. 
Mais il se démit de ces fonctions le lendemain du coup d’État du 2 décembre 1851 et se fit inscrire au barreau de Paris. Il mourut le 26 janvier 1867. Il est inhumé au cimetière Montmartre.

## Sources
- « Alexandre Pierre Freslon », dans Adolphe Robert et Gaston Cougny, Dictionnaire des parlementaires français, Edgar Bourloton, 1889-1891 [détail de l’édition]
- « Dictionnaire universel des contemporains ; Gustave Vapereau ; 1865 » page 699.
- « Chronologie biographique des grands-maîtres de l'Université depuis leur création jusqu'à nos jours, précédée d'une notice historique sur l'organisation de l'Université de France, par A. Aubert ; 1881 » page 112.